# Rizikó

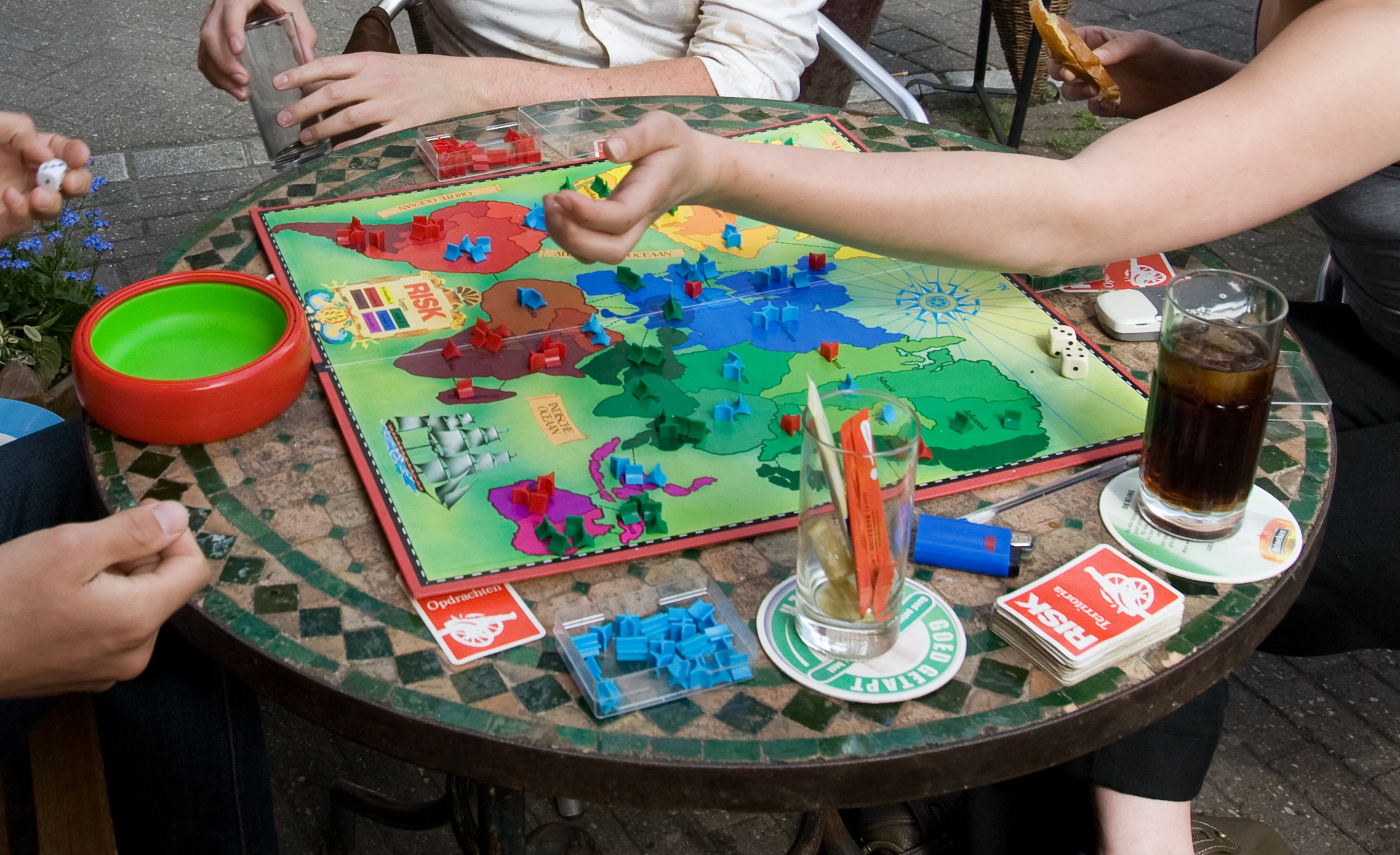
Rizikó játék közben

A Rizikó Albert Lamorisse francia filmrendező által kitalált társasjáték, amely absztrakt szinten szimulálja az országok közötti katonai konfliktusokat. Klasszikus stratégiai játéknak számít, és a világ egyik leghíresebb társasjátéka. Számos nyelvre lefordították, és a megjelenése után 60 évvel a legtöbb országban azóta is kiadják. Az utánzatok és bővítések bősége jelzi a játék meghatározó szerepét a társasjáték műfajában.

## A játék bemutatása
A RIZIKÓ klasszikus stratégiai társasjátékban a 2-5 játékos titkos katonai küldetést próbál végrehajtani, melynek célja a területek elfoglalása. A játékterep hat kontinensre, azon belül 42 körzetre van felosztva, amelyek közül néhány stratégiai előretolt állás. A területek védelme csak figyelmes tervezés után lehet sikeres. A súlyos vereségek fontos körzetek, vagy akár kontinensek elvesztését jelentik.
A győzelemhez a merész csapatmozgásokon és gyakorlaton kívül a kockadobás szerencséje is szükséges.
A játék közben szövetségek alakulnak ki, melyek azonban nem mindig bizonyulnak tartósnak...
A Rizikó egy variációjában pedig a feladat - az egész világ meghódítása.
Minden játékos ugyanazt a RIZIKÓ-t vállalja.

## Tartozékok
1 db játékterep, 12 db titkos küldetés-kártya, 44 db terület-kártya, 5 játékfigura készlet, 5 dobókocka (3 piros, 2 kék)

## A játék rövid története
Noha a játék elvei minden változatban azonosak, a pontos szabályok lényegesen eltérhetnek országról országra – és olykor még kiadásról kiadásra is. A Rizikót Albert Lamorisse francia filmrendező találta fel (La Conquête du Monde, azaz A világ elfoglalása címen), a különböző országok kiadói azonban némileg módosítottak az eredeti szabályokon. Az alábbiakban a legfrissebb angol változatot tárgyaljuk.

## A játék kezdete
A játék azzal kezdődik, hogy a táblát lefektetik, és mindegyik játékos eldönti, melyik színnel akar játszani. Az egyik játékost ki kell nevezni tábornoknak, ő lesz a felelős a kártyák kiosztásáért, begyűjtéséért és a pótlásokért. A játékosok kapnak egy-egy kártyát, amely előírja, hogy az adott játékosnak milyen titkos küldetést kell teljesíteni, pl. megsemmisíteni valamelyik hadsereget, elfoglalni bizonyos kontinenseket, és birtokba venni bizonyos számú területet.
Ezután kiosztják a rizikó kártyákat, amelyek meghatározzák, melyik területet kell elfoglalniuk a résztvevőknek a játszma elején. Ez a játék egyik kulcsfontosságú része, mindenkinek ekkor kell eldöntenie, mely területekről kívánják indítani a támadást, és mely stratégiai fontosságú területeket muszáj megerősíteni a védelem érdekében.

## A stratégia
Az általános stratégia mindig attól függ, milyen küldetést kell teljesítenünk. Általában véve azonban elmondható, hogy nem kifizetődő azonnal és nyíltan a kiszabott küldetésre koncentrálni, mert sokkal nehezebb dolgunk lesz, ha a többiek felfedezik a célunkat. Többnyire jó stratégiának minősül először meghódítani Ausztráliát, megerősítve csapatainkat, mielőtt a többi kontinens lerohanására indulnánk, majd pl. Sziámon vonni össze erőinket, és várni Ázsia megszállásával addig, míg elegendő tartalékunk össze nem gyűlik a helyszínen. Dél-Amerika ugyancsak hasznos stratégiai kiindulópont, noha biztosítása jelentős erőket leköt. A játék kezdeti szakaszában Európát és Ázsiát nehéz tartani, olyan nagyok és sok irányból támadhatnak.

## A győzelem
Két- vagy ötszemélyes játék esetén az nyer, aki először teljesíti a küldetéskártyán feltüntetett feladatot. Ez azt is jelenti, hogy a sikeres előretörés nem feltétlenül jele annak, hogy egy játékos közel áll küldetése teljesítéséhez. A kétszemélyes változatban, melyet küldetéskártyák nélkül játszanak, az nyer, akinek sikerül megsemmisíteni az ellenfél haderőit. A világhódító játék több játékossal is játszható, de ilyenkor jóval tovább tart.